# Персидские евреи

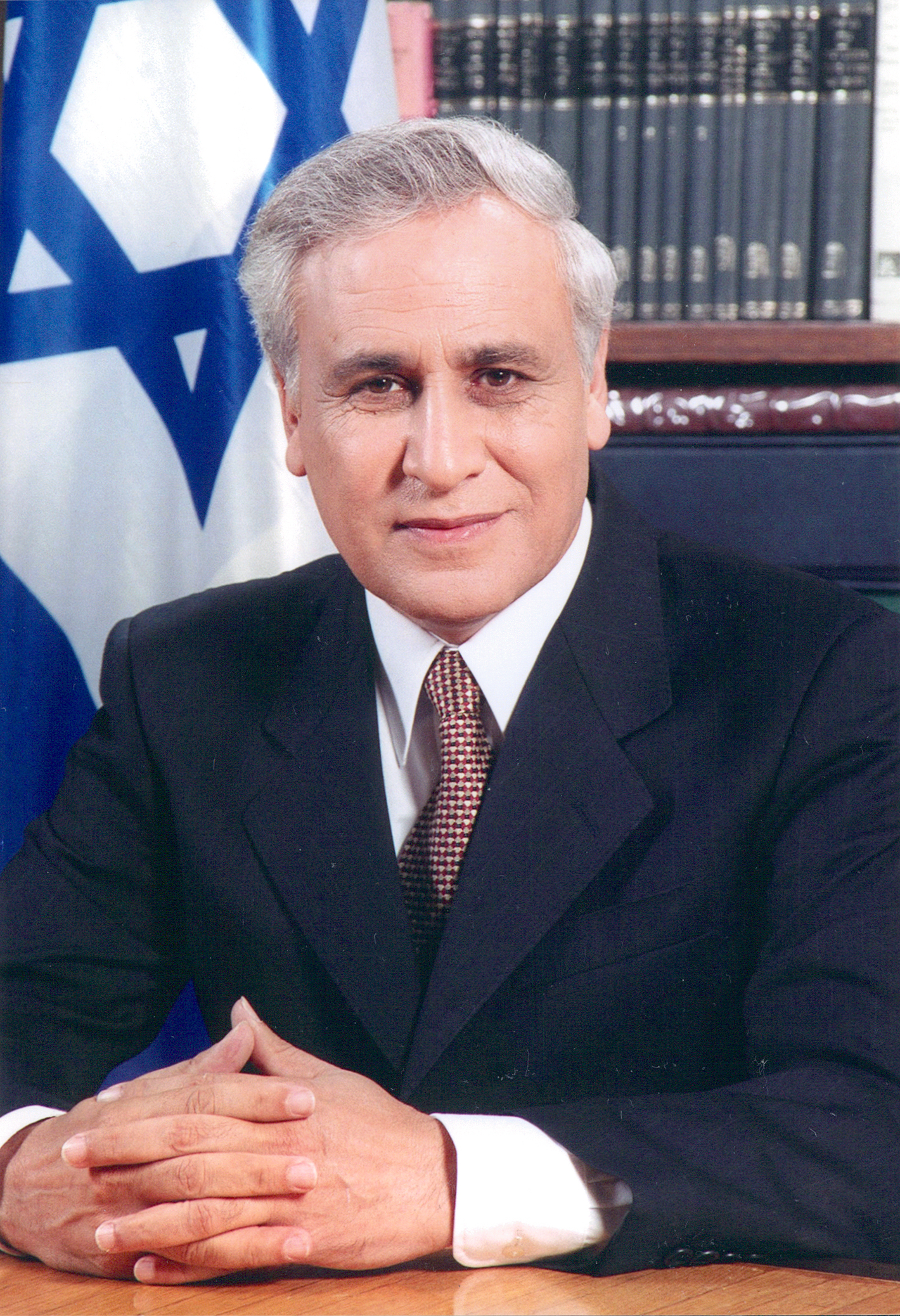
Моше Кацав — бывший Президент Израиля, происходил из иранских евреев.

Перси́дские евре́и или ира́нские евре́и (ивр. יהודים פרסים‎; перс. یهودیان ایرانی‎ yahudiān-e-Irāni) — этнолингвистическая группа евреев, исторически связанные с Персидской империей, преемником которой является Иран. Термин «персидские евреи» употребляется для обозначения большей части еврейской общины Ирана, говорящей (как и евреи Афганистана, Центральной Азии и горские евреи Восточного Кавказа) на еврейско-иранских языках (в отличие от проживавших в Иране курдистанских евреев, сохранивших в обиходе еврейско-арамейские языки, а также миандоабский еврейский говор тюркского языка). Библейская книга Есфирь содержит ссылки на испытания евреев в Персии. Евреи постоянно присутствовали в Иране со времён Кира Великого царя империи Ахеменидов. Кир захватил Вавилон и освободил евреев из вавилонского плена.
Сегодня подавляющее большинство персидских евреев живут в Израиле и США, особенно в Лос-Анджелесе, Беверли-Хиллз и на северном побережье Лонг-Айленда. В Балтиморе, Мэриленде и городах-побратимах есть небольшие персидские еврейские общины. Согласно последней переписи населения Ирана, оставшееся еврейское население Ирана в 2016 году составляло 9 826 человек.

## Терминология
Расширительно термин «персидские евреи» часто применяется также к афганским и бухарским евреям, так как до начала XVI в. евреи Ирана, Средней Азии и Афганистана представляли собой фактически единую общину. Распадение этой большой общины в начале XVI в. на общину иранских евреев и общину евреев Средней Азии и Афганистана с делением последней во второй половине XVIII в. на отдельные общины афганских и бухарских евреев связано с рядом политических событий, ослабивших контакты между евреями, жившими в соответствующих регионах. В различных научных и исторических текстах этот термин относится к евреям, говорящим на различных иранских языках. Иранских репатриантов в Израиле называют парсим (ивр. פרסים‎ означает «персы»). В Иране евреи и еврейский народ, в целом, обозначаются четырьмя общими терминами: Kalīmī (перс. کلیمی‎), который считается наиболее подходящим термином; Yahūdī (یهودی), который является менее формальным, но правильным; Израиль (اسرائل) термин, которым евреи называют себя; и Johūd (جهود), термин, имеющий негативные коннотации и рассматриваемый многими евреями как оскорбительный.

## История
Евреи жили в Персии примерно с 727 года до нашей эры, прибыв в регион в качестве рабов после того, как были захвачены ассирийскими и вавилонскими царями. Согласно одной еврейской легенде, первой еврейкой, вошедшей в Персию, была Сара бат Ашер, далёкая правнучка Иосифа. Библейские книги пророка Исаии, пророка Даниила, Ездры, Неемии, Есфири и Паралипоменон содержат ссылки на жизнь и опыт евреев в Персии и рассказы об их отношениях с персидскими царями. В книге Ездры персидским царям приписывается разрешение евреям вернуться в Иерусалим и восстановить свой храм; его восстановление было произведено «по указу Кира, Дария и Артаксеркса, царей персидских» (Ездра 6:14). Это великое событие в еврейской истории произошло в конце VI века до нашей эры, когда в Персии существовала хорошо организованная и влиятельная еврейская община.
Евреи в древней Персии в основном жили в своих собственных общинах. Персидские евреи жили в древних (и до середины XX-го века всё ещё сохранившихся) общинах не только Ирана, но и армянских, грузинских, иракских, бухарских и горских еврейских общинах.
Некоторые общины были изолированы от других еврейских общин до такой степени, что их классификация как «персидских евреев» является вопросом лингвистического или географического удобства, а не фактических исторических отношений друг с другом. Учёные полагают, что в период расцвета Персидской империи евреи, возможно, составляли до 20 % населения.
Согласно Британской энциклопедии: «евреи прослеживают свое наследие в Иране до вавилонского плена в VI веке до н. э., как и армяне, они сохранили свою этническую, языковую и религиозную идентичность». Но исследование библиотеки Конгресса по Ирану утверждает, что «на протяжении веков евреи Ирана стали физически, культурно и лингвистически неотличимы от нееврейского населения. Подавляющее большинство евреев говорят на персидском как на своём родном языке, а крошечное меньшинство-на курдском».
На протяжении средних веков языком письменности у персидских евреев в широком смысле (Иран, Афганистан, Средняя Азия и юго-восточное Закавказье) был еврейско-персидский язык. В XIX в. произошел переход литературного творчества бухарских евреев с еврейско-персидского на еврейско-таджикский язык.
В настоящее время большинство персидских евреев сосредоточено в Израиле (75 тысяч в 1993, включая второе поколение) и США (45 тысяч, только первое поколение). По разным оценкам 30-40 тысяч евреев всё ещё остаётся в Иране, в основном в Тегеране, Исфахане (3 тыс.) и Ширазе. По сообщению BBC 10 еврейских семей сохранилось в Йезде, из них шесть так или иначе родственны друг другу, хотя по другим источникам их число там гораздо больше. До начала выезда в Израиль еврейские общины были представлены во многих других городах Ирана, в частности в городах Керман, Хамадан, Мешхед, Кашан, Боруджерд, Нехавенд и других. Сейчас еврейская община Ирана является крупнейшей среди мусульманских стран.

### При Ахеменидах

#### Кир Великий

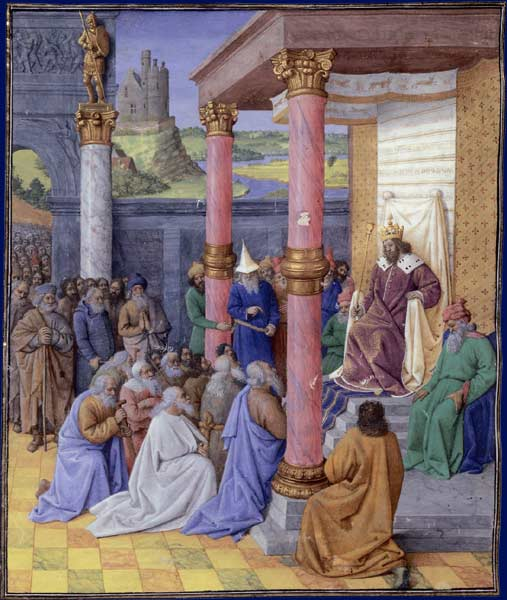
Кир II Великий даёт еврейским изгнанникам разрешение вернуться и выстроить заново Иерусалим, картина Жана Фуке около 1470 года

Согласно библейскому повествованию, Кир II Великий был «помазанником Божьим», освободив евреев из вавилонского плена. После завоевания Вавилонии Персидской империей Ахеменидов Кир предоставил всем евреям такие же права как и у других поданных империи. Хотя он позволил евреям вернуться в Израиль (около 537 года до н. э.), многие предпочли остаться в Персии. Таким образом, события книги Есфирь полностью разворачиваются в Персии. Другие персидские культурные влияния сохраняются и по сей день, такие как еврейский праздник Пурим, который параллелен весеннему зороастрийскому празднику под названием Фравардиган. Однако в различных библейских источниках говорится, что более сорока тысяч евреев действительно вернулись (см. Иоаким, Ездра, Неемия и евреи).
Исторический характер «указа Кира» оспоривается некоторыми учёными. Профессор Лестер Л. Граббе утверждает, что не было никакого декрета, но была политика, которая позволяла изгнанникам возвращаться на Родину и восстанавливать свои храмы. Он также утверждает, что археология предполагает, что возвращение было «струйкой» протекающего, возможно, в течение десятилетий, в результате чего максимальная численность населения составляла, возможно, 30 000 человек. Мэри Джоан Уинн Лейт считает, что указ в книге Ездры может быть подлинным вместе с цилиндром Кира, Кир, как и предыдущие правители, пытался с помощью этих указов получить поддержку от тех, кто мог быть стратегически важным союзником, особенно тех, кто жил близко к Египту, который Кир хотел завоевать. Она также писала, что «обращения к Мардуку в цилиндре и к Яхве в библейском указе демонстрируют персидскую тенденцию кооптировать местные религиозные и политические традиции в интересах имперского контроля».
По некоторым данным, гробница пророка Даниила находится в Сузах. Второй храм был в конце концов заново отстроен в Иерусалиме при содействии персов, и израильтяне заняли важное положение в торговле на шёлковом пути с Китаем.

#### Дарий Великий
Кир приказал восстановить Второй Храм на том же месте, что и первый, однако он умер до того, как он был завершён. Дарий Великий пришёл к власти в Персидской империи и приказал завершить строительство храма. Согласно Библии, пророки Аггей и Захария призывали к этой работе. Храм был готов к освящению весной 515 года до н. э., более чем через двадцать лет после возвращения евреев в Иерусалим.

#### Агасфер (Ксеркс I)
Согласно Книге Есфири, в Танахе Аман был знатным агагитом и визирем империи при персидском царе Агасфере, обычно идентифицируемом как Ксеркс I (сын Дария Великого) в VI веке до нашей эры. Аман и его жена Зереш спровоцировали заговор с целью убийства всех евреев древней Персии. Заговор был сорван еврейкой Есфирь, женой Ксеркса Персии. В результате Агасфер приказал повесить Амана и его десять сыновей. События книги Есфири празднуются как праздник Пурим.

### При Парфянах
Еврейские источники не содержат упоминаний о парфянском влиянии; «Парфия» не фигурирует в текстах. Армянский князь Санатрокес из царского дома Арсакидов упоминается в «Малой летописи» как один из преемников (диадохов) Александра Великого. Среди других азиатских князей римский рескрипт в пользу евреев также достиг Арсака (I Мак. xv. 22); однако не уточняется, какого именно Арсака. Вскоре после этого парфяно-вавилонскую страну втоптала армия сирийского царя Антиоха VII, вместе с еврейским князем Гирканом I он выступил против парфян; и когда союзные армии разбили парфян (129 году до н. э.) у Большого Заба, князь приказал остановиться на два дня из-за еврейской субботы и Шавуота. В 40 году до нашей эры еврейский царь-марионетка Гиркан II попал в руки парфян, которые, согласно их обычаю, отрезали ему уши, чтобы сделать его непригодным для правления. Евреи Вавилонии, по-видимому, намеревались основать первосвященство для изгнанного Гиркана, которое они сделали бы совершенно независимым от Земли Израиля. Но произошло обратное: иудеи получили вавилонянского еврея Ананеля, в качестве своего первосвященника, что указывает на важность, которой пользовались евреи Вавилонии. Тем не менее в религиозных вопросах евреи-вавилоняне, как и вся диаспора, во многом зависели от Земли Израиля. Они совершали паломничества в Иерусалим на праздники.
Парфянская империя была основана на слабо сконфигурированной системе вассальных правителей. Отсутствие жёстко централизованного управления империей имело свои недостатки, например, позволив создать еврейское разбойничье государство в Нехардее (см. Асинай и Анилай). Тем не менее, терпимость династии Аршакидов была такой же легендарной, как и терпимость первой персидской династии Ахеменидов. Одно из свидетельств предполагает обращение небольшого числа парфянских вассальных царей Адиабены в иудаизм. Эти и другие примеры показывают не только терпимость парфянских царей, но и свидетельствуют о том, в какой степени парфяне считали себя наследниками предыдущей империи Кира Великого. Парфяне так защищали меньшинство, которым они правили, что старая еврейская поговорка гласит: «когда вы увидите парфянского коня, привязанного к могильному камню в Земле Израиля, час Мессии будет близок».
Вавилонские евреи хотели сражаться за общее дело со своими иудейскими братьями против Веспасиана; но только когда римляне под предводительством Траяна развязали войну против Парфии, евреи почувствовали свою ненависть к ним; таким образом, восстание вавилонских евреев помогло предотвратить то, что Рим стал там хозяином этой территории. Филон говорит о многочисленных евреях, проживающих в этой стране, население которой, вероятно, увеличилось за счёт иммигрантов после разрушения Иерусалима. В Иерусалиме с давних времён евреи обращались за помощью к востоку. С падением Иерусалима Месопотамия стала своего рода оплотом иудаизма. Крах восстания Бар-Кохбы, вероятно, также добавил еврейских беженцев в Вавилоне.
В борьбе между парфянами и римлянами у евреев были причины встать на сторону парфян, их защитников. Парфянские цари возвели экзилархов в своего рода дворянство, называемое Реш Галута. До тех пор они использовали евреев в качестве сборщиков налогов. Парфяне, возможно, дали им признание за заслуги, особенно со стороны дома Давида. Создание Реш Галуты обеспечило центральную власть над многочисленными еврейскими подданными, которые начали заниматься своими собственными внутренними делами.

### При Сасанидах

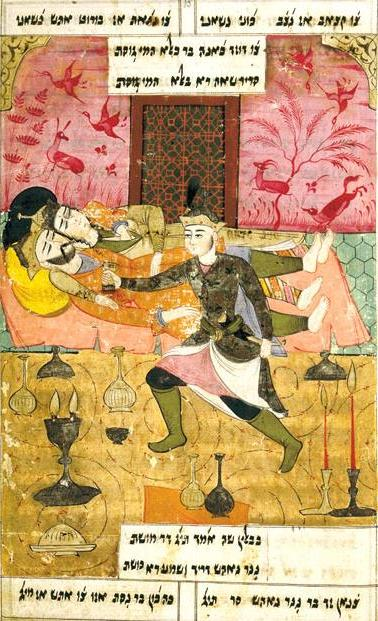
Еврейская версия книги Низами Гянджеви «Хосров ва ширин».

К началу III века влияние Персидской империи снова возросло. Зимой 226 года н. э. Ардашир Папакан сверг последнего парфянского царя Артабана V, лишил власти династию Аршакидов и основал династию Сасанидов. В то время как эллинистическое влияние ощущалось среди религиозно терпимых парфян, Сасаниды усилили персидскую сторону жизни, отдали предпочтение персидскому языку и сделали официальной государственной религией старую монотеистическую религию зороастризм. Это привело к подавлению других религий. Жреческая зороастрийская надпись времён царя Бахрама II (276—293 годы н. э.) содержит список религий (включая иудаизм, христианство, буддизм, индуизм и т. д.), которые, по утверждению Сасанидов, были «разбиты». «Ложные доктрины Аримана и идолов понесли большие удары и потеряли доверие. Евреи (Яхуд), буддисты (Шаман), индусы (Брахман), назаряне (Насара), христиане (Кристиан), баптисты (Макдаг) и манихеи (Зандик) были разбиты в империи, их идолы уничтожены, а жилища идолов уничтожены и превращены в обители и места богов».
Шапур I (или Швор Малка, что является арамейской формой имени) был дружелюбен к евреям. Его дружба с Мар-Самуилом принесла много преимуществ еврейской общине. Мать Шапура II Ифра-Ормиз была верующей иудейкой, и это давало еврейской общине относительную свободу вероисповедания и множество преимуществ. Он также был другом вавилонского раввина по имени Раба, дружба Раба с Шапуром II позволила ему добиться смягчения репрессивных законов, принятых против евреев в Персидской империи. Кроме того, Раба иногда называл своего лучшего ученика Абая термином Швур Малка, означающим «Шапур [царь]», из-за его яркого и быстрого интеллекта.

### Ранний исламский период (634—1255 годы)
С исламским завоеванием Персии халифат присвоил евреям, наряду с христианами и зороастрийцами, статус зимми, немусульманских подданных халифа. Зимми разрешалось исповедовать свою религию, но они должны были платить джизью, чтобы покрыть расходы на финансовое благополучие, безопасность и другие льготы, на которые имели право мусульмане (джизья, подушный налог, а первоначально также харадж, земельный налог) вместо закята, который должно было платить мусульманское население. Как и другие зимми, евреи были освобождены от призыва в армию. Рассматриваемые как люди писания, они имели некоторый статус единобожников, хотя к ним относились по-разному в зависимости от правителя и время. С одной стороны, евреям была предоставлена значительная экономическая и религиозная свобода по сравнению с их единоверцами в европейских странах в течение раннего периода. Многие из них были врачами, учёными и ремесленниками и занимали влиятельные позиции в обществе. С другой стороны, как и другие немусульмане, они не работали по законам шариата, поскольку у них не было очевидных знаний и квалификации для этого.

### При Монголах (1256—1318 годы)
В 1255 году монголы во главе с Хулагу вторглись в некоторые районы Персии, а в 1258 году захватили Багдад, положив конец халифату Аббасидов. В Персии и прилегающих районах от Монгольской империи откололась их свежезахваченная территория, став независимым государством известным как Ильханат со столицей в Тебризе. Монгольские правители ильханата отменили неравенство зимми, и все религии считались равными. Вскоре после этого один из правителей Ильханата, Аргун-хан, предпочёл евреев на административных должностях и назначил своим визирем Саада ад-Даулу, еврея. Это назначение, однако, вызвало негодование мусульманского духовенства, и после смерти Аргуна в 1291 году аль-Даула был убит, а персидские евреи в Тебризе подверглись периоду жестоких преследований со стороны мусульманского населения, спровоцированных духовенством. Православный христианский историк Григория Бар-Эбрей писал, что насилие, совершённое против евреев в тот период, «ни язык не может произнести, ни перо записать».
Обращение Газан-хана в ислам в 1295 году ознаменовало для персидских евреев в Тебризе явный поворот к худшему, поскольку они снова были низведены до статуса зимми. Олджейту, преемник Газан-хана, разрушил много синагог и постановил, что евреи должны носить отличительный знак на голове; христиане подвергались подобным преследованиям. Под давлением многие евреи приняли ислам. Самым известным таким новообращённым был Рашид ад-Дин, врач хамаданского происхождения, который также был историком и государственным деятелем; и который принял ислам, чтобы продвинуть свою карьеру при дворе Олджейту в Тебризе. Однако в 1318 году он был казнён по обвинению в отравлении Олджейту, и его отрубленную голову пронесли по улицам Тебриза, скандируя: «Это голова еврея, который оскорбил Аллаха; да падёт на него проклятие Всевышнего!» Около 100 лет спустя Миран-шах разрушил гробницу Рашида ад-Дина, и его останки были перезахоронены на еврейском кладбище.
В 1383 году Тамерлан начал военное завоевание Персии. Он захватил Герат, Хорасан и всю Восточную Персию до 1385 года и вырезал почти всех жителей различных иранских городов. Когда в Персии вспыхивали восстания, он безжалостно подавлял их, убивая население целых городов. Когда Тимур разграбил Персию, её художники и ремесленники были угнаны в рабство, чтобы украсить столицу Тимура Самарканд. Квалифицированные персидские евреи были порабощены и переселены в Самарканд для развития текстильной промышленности империи Тамерлана.

### При Сефевидах, Афшаридах и Каджарах (1502—1925 годы)

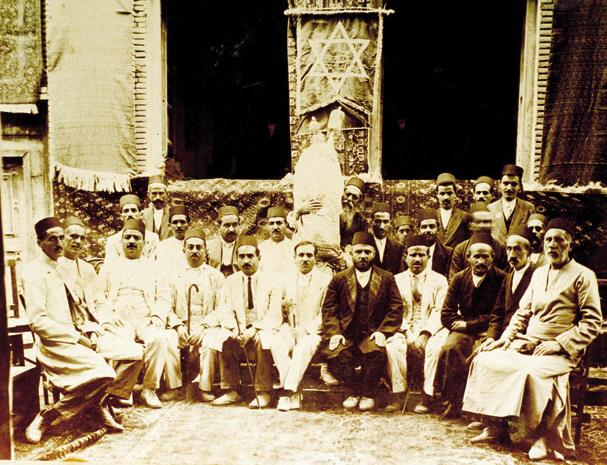
Евреи Хамадана в 1918 году.

Во времена империи Сефевидов (1502—1794 годы) шиизм был провозглашён государственной религией. Это привело к ухудшению их отношения к персидским евреям. Шиизм Сефевидов придаёт большое значение вопросам ритуальной чистоты — тагир. Немусульмане, включая евреев, считаются ритуально нечистыми — наджасами. Любой физический контакт потребовал бы, чтобы шииты провели ритуальное очищение, прежде чем совершать регулярные молитвы. Таким образом, персидские правители и население в целом стремились ограничить физические контакты между мусульманами и евреями. Евреи были исключены из общественных бань, используемых мусульманами. Им было запрещено выходить на улицу во время дождя или снега, так как «нечистота» могла быть смыта с них на мусульманина.
Шах Аббас I Великий (1588—1629 годы) поначалу был благосклонным к иноверцам; евреи процветали по всей Персии, и им было предложено поселиться в Исфахане, который стал новой столицей. К концу его правления обращение с евреями стало более суровым. Шиитское духовенство (включая новообращенных евреев) убедило шаха потребовать от евреев носить отличительный знак на одежде и головных уборах. В 1656 году шах приказал изгнать из Исфахана всех евреев из-за распространённого убеждения в их «нечистоте». Они были вынуждены принять ислам. Казна пострадала от потери джизьи, собираемой с евреев. Ходили слухи, что новообращенные продолжали тайно исповедовать иудаизм. По какой-то причине правительство в 1661 году разрешило евреям вернуть свою старую веру, но всё же потребовало, чтобы они носили отличительную нашивку на своей одежде.
Надир-шах (1736—1747 годы) разрешил евреям поселиться в шиитском священном городе Мешхед. Однако после его убийства многие евреи были убиты в Мешхеде, а оставшиеся в живых были насильственно обращены в ислам в результате события, известного как инцидент с Аллахдадом. Они стали известны как «Джадид аль-Ислам» (новообращённые) и, казалось, поверхностно приняли новую веру, но на самом деле жили своей жизнью как крипто-евреи. Община города навсегда покинула Иран в 1946 году и до сих пор живёт очень сплочённо в Израиле.
Бабади бен Нуриэль раввин из Исфахана, который по приказу Надир-шаха Афшара перевёл Пятикнижие и Псалмы царя Давида с иврита на персидский язык. Три других раввина помогли ему в переводе, который был начат в 1740 году, и завершён в июне 1741 года. В то же время восемь мусульманских мулл, три европейских и пять армянских священников перевели Коран и Евангелия. Комиссию курировал Мирза Мохаммад Махди хан Монши, придворный историограф и автор книги Тари-эджахангоша-йе надери. Законченные переводы были представлены Надир-шаху в Казвине в июне 1741 года, который, однако, не был впечатлён. Ранее существовали переводы еврейских священных книг на персидский язык, но перевод Бабади отличается точностью персидских эквивалентов еврейских слов, что сделало его предметом изучения лингвистов. Введение Бабади в перевод Псалмов Давида уникально и проливает некоторый свет на методы преподавания иранских еврейских школ в Иране восемнадцатого века. Известно, что он больше ничего не писал.
Появление шиитской династии Каджаров в 1794 году вернуло прежние преследования.

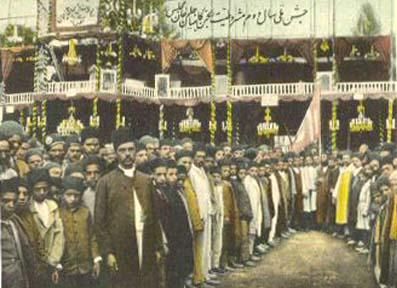
Евреи в Тегеране празднуют вторую годовщину Иранской конституционной революции.

Лорд Керзон Джордж Натаниэл описал региональные различия XIX века в положении персидских евреев: «в Исфахане, где, как говорят, их 3700 и где они занимают относительно более высокий статус, чем где-либо в Персии, им не разрешается носить кола или персидский головной убор, иметь магазины на базаре, строить стены своих домов высотой как у мусульманского соседа или ездить верхом по улице. В Тегеране и Кашане они также встречаются в большом количестве и пользуются справедливым положением. В Ширазе им очень плохо. В Бушире они процветают и свободны от преследований».
В XIX веке государства Европы начали отмечать многочисленные насильственные обращения и массовые убийства, обычно производимые шиитским духовенством. В этот период имели место два крупных заговора, связанных с клеветой на то, что «евреи пьют кровь мусульманских младенцев» — один в Ширазе, а другой в Тебризе. В 1830 году «кровавая» клевета уничтожила еврейское население Тебриза; был похищен и убит ребёнок из известной мусульманской семьи, утверждалось, что евреи убили и выпили кровь ребёнка на Песах. В документе, записанном после инцидента, говорится, что евреи столкнулись с двумя вариантами: обращение в ислам или смерть. Среди хаоса евреи приняли ислам, но большинство из них отказались принять ислам — в документе описан мальчик в возрасте 16 лет по имени Яхия, который отказался принять ислам, впоследствии он был убит. В том же году произошло насильственное обращение евреев Шираза из-за аналогичного инцидента. В дополнение к инциденту с Аллахдадом, упомянутому выше в 1839 году. Европейские путешественники сообщали, что евреи Тебриза и Шираза продолжали тайно исповедовать иудаизм, несмотря на опасения дальнейших преследований. Известные иранско-еврейские учителя, такие как мулла Дауд Чади, продолжали преподавать и проповедовать иудаизм, вдохновляя евреев по всей стране. Евреи Баболья, Мазандарана были насильственно обращены в ислам в 1866 году. Когда французские и британские послы вмешались, чтобы позволить им исповедовать свою традиционную религию, толпа убила 18 евреев Баболья. Возможно, эти вещи происходили и раньше, но остались незамеченными историками.
В середине XIX века Дж. Дж. Бенджамин писал о жизни персидских евреев, описывая условия и верования, которые восходили к XVI веку:
Они вынуждены жить в отдельной части города…, потому что их считают нечистыми существами… Под предлогом того, что они нечисты, с ними обращаются с величайшей строгостью, и если они выходят на улицу, населенную мусульманами, мальчики и толпы забрасывают их камнями и грязью… По той же причине им запрещено выходить на улицу во время дождя, потому что, как говорят, дождь смоет с них грязь, которая запятнает ноги мусульман… Если еврея признают таковым на улицах, он подвергается величайшим оскорблениям. Прохожие плюют ему в лицо, а иногда и бьют… немилосердно… Если еврей заходит в магазин за чем-либо, ему запрещается проверять товар… Если его рука неосторожно коснётся товара, он должен взять его по любой цене, которую продавец решит за него попросить… Иногда персы вторгаются в жилища евреев и захватывают всё, что им заблагорассудится. Если владелец предпримет хотя бы малейшее сопротивление в защиту своей собственности, он рискует искупить это своей жизнью… Если… еврей появляется на улице в течение трёх дней Катела (Мухаррама)…, его обязательно убьют.
В 1894 году представитель Всемирного еврейского союза писал из Тегерана: «…Каждый раз, когда мулла хочет выйти из безвестности и завоевать репутацию благочестивого, он проповедует войну против евреев».
В 1901 году Восстание шейха Ибрагима вспыхнуло против евреев Тегерана. Имам начал говорить о важности избавления от алкоголя ради чистоты ислама, вскоре он приобрел последователей, и это вскоре проявилось в нападении на евреев за отказ отказаться от вина, которое они пили в субботу.
В 1910 году мусульмане распространили слух, что евреи Шираза ритуально убили мусульманскую девушку. Мусульмане разграбили весь еврейский квартал. Первыми начали мародёрствовать солдаты, посланные местным губернатором, чтобы защитить евреев от разъяренной толпы. Двенадцать евреев, пытавшихся защитить свою собственность, были убиты, а многие другие получили ранения. Представители Всемирного еврейского союза зафиксировали многочисленные случаи преследования и унижения персидских евреев. В конце XIX — начале XX века тысячи персидских евреев иммигрировали на территорию исторической Палестины в Османской империи, чтобы избежать таких преследований.

### Династия Пехлеви (1925—1979 годы)
Династия Пехлеви провела модернизационные реформы, которые значительно улучшили жизнь евреев. Влияние шиитского духовенства было ослаблено, а ограничения в отношении евреев и других религиозных меньшинств были отменены. По словам Чарльза Рекнагеля и Азама Горгина из радио «Свобода», во время правления Резы Пехлеви политические и социальные условия евреев коренным образом изменились. Реза Пехлеви запретил массовое обращение евреев и устранил понятие нечистоты немусульман. Он разрешил включить современный иврит в учебную программу еврейских школ и издавать еврейские газеты. Евреям также разрешалось занимать государственные должности. Восхождение Резы Пехлеви принесло евреям временное облегчение. В 1920-х годах еврейские школы снова были закрыты. В 1930-х годах «пронацистские симпатии Резы Пехлеви серьёзно угрожали персидскому еврейству. Преследований евреев не было, но, как и в случае с другими меньшинствами, в средствах массовой информации публиковались антиеврейские статьи. В отличие от религиозно мотивированных предрассудков, антиеврейские настроения приобрели этнонациональный характер, прямой импорт из Третьего Рейха».
На момент создания государства Израиль в 1948 году в Иране, историческом центре персидского еврейства, проживало примерно 140 000—150 000 евреев. С тех пор более 95 % из них мигрировали за границу.
Насилие и беспорядки в арабских странах, связанные с основанием Израиля и его победой в арабо-израильской войне 1948 года, привели к росту антиеврейских настроений в Иране. Это продолжалось до 1953 года, отчасти из-за ослабления центрального правительства и усиления духовенства в политической борьбе между шахом и премьер-министром Мохаммедом Моссадыком. С 1948 по 1953 год около трети иранских евреев, большинство из которых были бедными, иммигрировали в Израиль. Дэвид Литтман оценивает общую цифру иранских евреев, иммигрировавших в Израиль в период с 1948 по 1978 год, в 70 000 человек.
После свержения Моссадыка в 1953 году правление шаха Мохаммеда Резы Пехлеви было самой процветающей эпохой для евреев Ирана. В 1970-х годах только 1 % иранских евреев относились к низшему классу, 80 % — к среднему классу и 10 % — к богатым. Хотя евреи составляли лишь небольшой процент населения Ирана, в 1979 году двое из 18 членов Иранской академии наук, 80 из 4000 университетских преподавателей и 600 из 10 000 врачей в Иране были евреями.
До исламской революции 1979 года в Иране насчитывалось 100 000 евреев, в основном сосредоточенных в Тегеране (60 000), Ширазе (18 000), Керманшахе (4000) и Исфахане (3000). Евреи также проживали в других различных городах по всему Ирану, включая Урмию (800), Сельмас (400), Миандоаб (60), Бане, Мешхед, Кашан, Сенендедж, Саккез, Тазех-Калех, Чичаклуй-баш-Калех, Гаррус, Каслан, Хамадан, Туйсеркан, Нехавенд, Хаштруд, Зехаб, Баболь, Сияхкяль, Демавенд, Бушер, Казерун, Торбете-Хейдерие, Сарахс, Йезд, Эрак и Хоррамабад.
Эмиграция иранских евреев в Израиль не является недавним явлением. Из иранских евреев, живших в Израиле в начале 1900-х годов, 41 % иммигрировали в британскую подмандатную Палестину до создания там Израиля в 1948 году; только 15 % были приняты в период с 1975 по 1991 год. Они иммигрировали главным образом из-за религиозных преследований.

### Исламская Республика (1979-настоящее время)
Во время исламской революции 1979 года в Иране проживало от 80 000 до 100 000 евреев. С тех пор еврейская эмиграция из Ирана резко возросла, так как только за несколько месяцев после революции из страны бежало около 20 000 евреев. Большинство еврейского населения Ирана, около 60 000 евреев, эмигрировало после революции, из которых 35 000 отправились в США, 20 000 в Израиль и 5000 в европейские страны (в основном в Великобританию, Францию, Данию, Германию, Италию и Швейцарию).
Некоторые источники оценивают еврейское население Ирана в середине и конце 1980-х годов в диапазоне от 50 000 до 60 000 человек. Оценка, основанная на переписи 1986 года, показала, что эта цифра значительно выше за то же время, около 55 000 человек. С середины 1990-х годов по настоящее время наблюдается большее единообразие в цифрах, и с тех пор большинство правительственных источников оценивают евреев примерно в 25 000 человек, оставшихся в Иране. Эти менее поздние официальные данные считаются раздутыми, и еврейская община может составлять не более 10 000 человек. Перепись 2012 года показала, что эта цифра составляет около 8 756 человек.
Аятолла Хомейни встретился с еврейской общиной по возвращении из изгнания в Париже, когда главы общины, обеспокоенные казнью одного из их самых выдающихся представителей, промышленника Хабиба Эльганяна, договорились встретиться с ним в Куме. В какой-то момент он сказал:

В Священном Коране Муса, приветствующий его и всех его родственников, упоминается больше, чем любой другой пророк. Пророк Муса был простым пастухом, когда он противостоял могуществу фараона и уничтожил его. Муса, говорящий с Аллахом, представлял рабов фараона, угнетённых, самых беззащитных в его времена.
В конце дискуссии Хомейни заявил: «Мы признаём, что наши евреи отделены от этих безбожных, кровососущих сионистов», и издал фетву, предписывающую защищать евреев Ирана.
Хабиб Эльганян был арестован и приговорён к смертной казни исламским революционным трибуналом по обвинениям, включая коррупцию, контакты с Израилем и сионизмом, а также «дружбу с врагами Аллаха», и был расстрелян. Он был первым еврейским бизнесменом, казнённым исламским правительством. Его казнь вызвала страх среди еврейской общины и заставила многих бежать из Ирана.
Соли Шахвар, профессор иранистики Хайфского университета, описывает процесс лишения собственности : «в Иране было две волны конфискации домов, сельскохозяйственных угодий и фабрик евреев. В первой волне власти конфисковали имущество небольшой группы евреев, которых обвинили в финансовой помощи сионизму. Во второй волне власти конфисковали имущество евреев, которым пришлось покинуть страну после революции. Они оставили все в страхе за свою жизнь, и Исламская Республика конфисковала их имущество, используя их отсутствие в качестве оправдания».
Во время Ирано-иракской войны, которая длилась с 1980 по 1988 год, иранские евреи были призваны в вооруженные силы исламской Республики Иран, и 13 человек были убиты в ходе войны.
В исламской республике евреи стали более религиозными. Семьи, которые были светскими в 1970-х годах, начали придерживаться кошерных законов и более строго соблюдали правила, запрещающие вождение в шаббат. Они перестали ходить в рестораны, кафе и кинотеатры, и синагога стала центром их общественной жизни.
Гарун Яшьяи, кинопродюсер и бывший председатель еврейской общины Ирана, сказал: «Хомейни не смешивал нашу общину с Израилем и сионизмом — он видел в нас иранцев».
В июне 2007 года, появились сообщения о том, что богатые евреи-экспатрианты создали фонд, чтобы предложить иранским евреям стимулы для иммиграции в Израиль, мало кто принял их предложение. Общество иранских евреев отвергло этот акт как «незрелые политические соблазны» и заявило, что их национальная идентичность не продаётся.
Евреи в исламской Республике Иран формально должны пользоваться равным обращением и свободой исповедовать свою религию. Есть даже место в иранском парламенте, зарезервированное для представителя иранских евреев. Однако де-факто дискриминация является распространённым явлением.

## Текущее положение дел в Иране

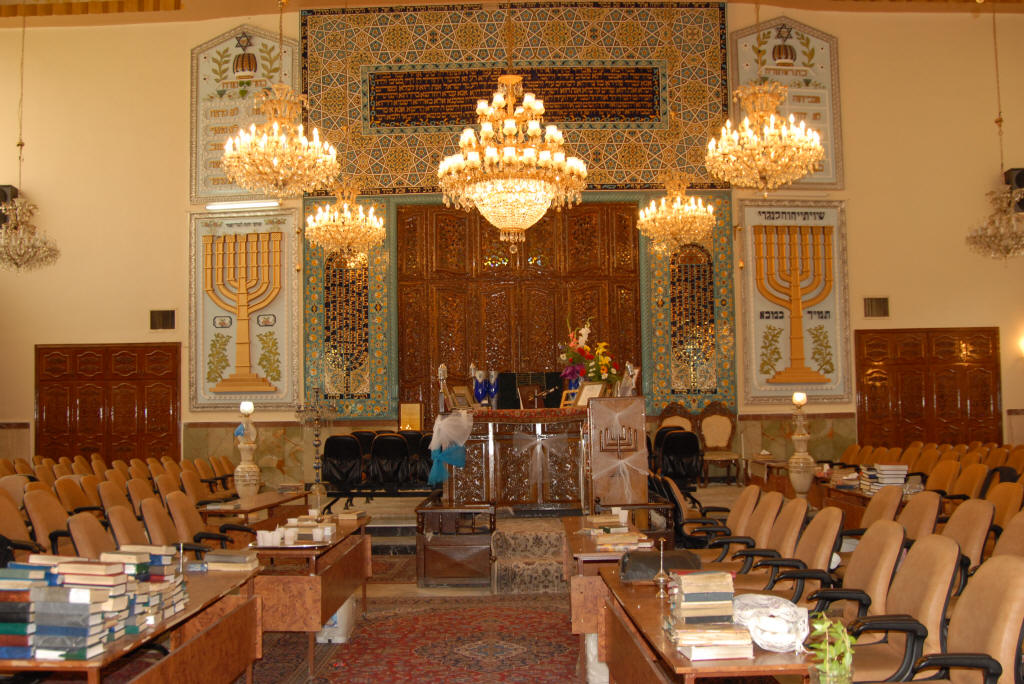
Синагога Юсефа Абада в Тегеране.

Официальная политика властей Ирана по отношению к евреям основывается на принципе: терпимость к евреям, нетерпимость к сионизму (под последним понимается оправдание существования Государства Израиль). По данной причине в политике происходят удивительные коллизии: например, в 2007 году, когда президент Ахмадинежад выступал с резкими заявлениями в адрес Израиля и подвергал сомнению масштабы Холокоста, по иранскому телевидению с большим успехом прошёл телесериал «Поворот на ноль градусов», финансированный иранским правительством и повествующий о том, как иранец в годы нацистской оккупации Франции помог спастись семье своей возлюбленной — французской еврейки — и ряду других евреев.
Еврейская община Ирана официально признана правительством в качестве группы религиозного меньшинства, и, подобно зороастрийцам и христианам, им выделено одно место в иранском парламенте. Сиамак Морех Седг-нынешний еврейский член меджлиса, сменивший Мориса Мотамеда на выборах 2008 года. В 2000 году бывший еврейский депутат Манучер Элиаси подсчитал, что в то время в Иране всё ещё было 60 000-85 000 евреев; большинство других источников называют цифру в 25 000 человек. В 2016 году еврейское население составляло 9 826 человек. По состоянию на 2018 год в Иране всё ещё проживает только 8 500 евреев, и они составляют 0,01 % иранского населения, что подтверждает Серджо Делла Пергола, ведущий израильский демограф итальянского происхождения. Евреи Ирана свободно эмигрируют в различные страны, за исключением США и Израиля, куда они могут попасть лишь через третьи страны (однако у того же Мотамеда почти вся семья уже переехала в США).
Бывший президент Израиля Моше Кацав происходил из иранских евреев.
Иранские евреи имеют свою собственную газету (под названием Офог-э-Бина), в которой еврейские учёные проводят иудейские исследования в тегеранской центральной библиотеке еврейской ассоциации. Еврейская больница доктора Сапира является крупнейшей в Иране благотворительной больницей для любого религиозного меньшинства в стране; однако большинство её пациентов и сотрудников являются мусульманами.
Главный раввин Юсеф Хамадани Коэн был духовным лидером еврейской общины Ирана с 1994 по 2007 год, когда его сменил Машалла Голестани-Неджад. В августе 2000 года главный раввин Коэн впервые встретился с президентом Ирана Мохаммадом Хатами. 8 февраля 2003 году главный раввин Коэн и Морис Мотамед встретились с президентом Мохаммадом Хатами в синагоге Юсеф Абад, это был первый раз, когда президент Ирана посетил синагогу со времен Исламской революции. Гарун Яшаяи — председатель еврейского комитета Тегерана и лидер еврейской общины Ирана. 26 января 2007 года письмо Яшаяи президенту Махмуду Ахмадинежаду, касающееся его комментариев об отрицании холокоста, привлекло внимание мировых СМИ.
Евреи Ирана были наиболее известны определёнными профессиями, такими как изготовление золотых украшений и торговля антиквариатом, текстилем и коврами.

### Условия
Евреи призываются в иранские вооружённые силы, как и все иранские граждане. Многие иранские евреи воевали во время Ирано-иракской войны (1980—1988 годы) в качестве призывников, и около 15 были убиты.
Большинство иранских евреев говорят, что они считают Иран своим домом и им разрешено свободно исповедовать иудаизм, но есть также подозрение и страх.

### Новостные сайты
- Iranian Jews Reject Outside Calls To Leave
- BBC report on the lives of Jews in Iran
- The invisible Iranians
- International Religious Freedom Report, 2001. Iran at US State Department Bureau of Democracy, Human Rights, and Labor
- Christian Science Monitor: «Jews in Iran Describe a Life of Freedom Despite Anti-Israel Actions by Tehran»
- Yahoo News — 'We Are Citizens of This Country', by Kevin Sites
- Exclusive: Immigrant moves back 'home' to Teheran (недоступная ссылка) Jerusalem Post. November 3, 2005
- Iran’s Jews Worry About the Future (video news report)